# Theater an der Kotzen

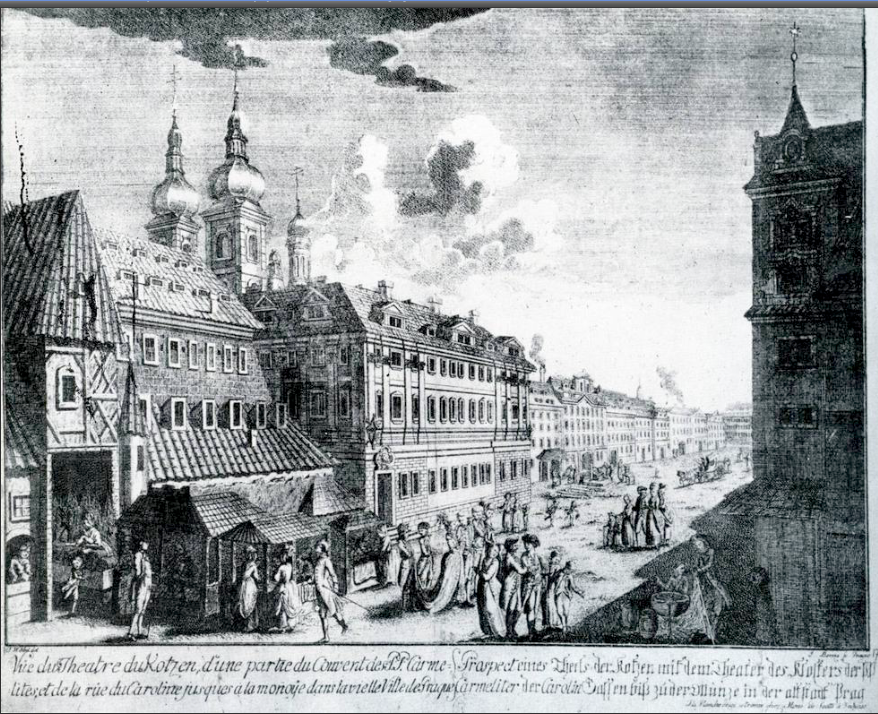
Theater an der Kotzen (Divadlo v Kotcích)

Das Theater an der Kotzen (auch: Kotzen-Theater oder Kotzentheater, tschechisch: Divadlo v Kotcích) war ein Theater und Opernhaus in Prag an der Kotzen-Straße (heute: V Kotcích), das als zweites öffentliches Operntheater Prags seine Blütezeit in den Jahren 1739 bis 1783 hatte.
Vorausgegangen war ihm das Operntheater des Grafen Franz Anton von Sporck, das zwischen 1724 und 1735 bestand. „Kotzen“ ist ein slawisch-deutscher Begriff für einen Marktplatz. In dem Haus wurden auch Sprechstücke und Ballette präsentiert. Für viele Saisonen wurde es von dem italienischen Impresario Santo Lapis, dann von Giovanni Battista Locatelli gepachtet, der 1750 in Prag Christoph Willibald Glucks Ezio und andere Werke auf die Bühne brachte.
Die Ereignisse des österreichischen Erbfolgekriegs sowie des Siebenjährigen Kriegs setzten dem Haus schwer zu. Die Aufführungen wurden eingestellt, zeitweise wurde das Gebäude als Getreidespeicher verwendet.
Joseph Felix von Kurz war in verschiedenen Konstellationen für das Theater verantwortlich, zunächst als Untermieter Locatellis, zwischen 1760 und 1762 als Pächter. Auf Drängen des Wiener Hofes musste Kurz 1765 das Kotzentheater abgeben. Spätere Impresarios, die dort arbeiteten, waren etwa Gaetano Molinari und Giuseppe Bustelli. Das Haus wurde 1783 aus Sicherheitsgründen geschlossen.
Es folgte Graf Nostitz’ „Nationaltheater“, das heutige Ständetheater („Stavovské divadlo“), das am 21. April 1783 eröffnet wurde.